# Calyptra thalictri
Calyptra thalictri és una espècie de lepidòpter ditrisi de la subfamília Calpinae i la família Erebidae. És membre de la tribu Calpini.

## Distribució
Es troba a l'àrea que va del Japó i Corea, sud de la Xina i Malàisia, cap a l'oest a través dels Urals fins al sud d'Europa, però recentment ha expandit la seva àrea cap al nord d'Europa. El 2000 va ser observada a Finlàndia i el 2008 va ser enregistrada fins i tot més lluny, a Suècia.
Sovint es refereix a aquesta espècie com l'arna vampir (encara que aquest nom comú s'utilitza també per altres membres del gènere Calyptra), en referència a la seva capacitat per beure la sang dels vertebrats, incloent éssers humans, a través de la pell. No obstant això, les arnes no es creu que puguin ser cap amenaça per als éssers humans.

## Descripció
Fa 40-45 mm d'envergadura alar. Els adults volen de maig a setembre, depenent de la ubicació.

## Plantes nutrícies
Les larves s'alimenten d'espècies de Thalictrum.

## Comportament
Selecció sexual
Aquesta espècie s'alimenta únicament de fruita, però durant els experiments amb exemplars russos quan se'ls va oferir la mà de l'home, van perforar la pell amb la llengua en forma de ganxo i van succionar sang. Algunes arnes poden xuclar la sang durant un màxim de 20 minuts. Només els mascles adults xuclen sang. Aquest comportament sembla haver evolucionat perquè puguin passar sal a les femelles durant la còpula, proporcionant un impuls nutricional a les larves joves que s'alimenten de dietes riques en fulles, però pobres en sodi. L'alimentació amb sang també pot haver evolucionat a partir de les conductes relacionades amb els animals, quan s'alimenten de llàgrimes, fems, o ferides plenes de pus. L'augment en el comportament de la succió de sang d'aquestes arnes es relaciona amb l'avantatge de proporcionar sodi a les femelles per transmetre'l a la seva descendència. Les investigacions han observat canvis morfològics que reflecteixen aquest comportament.
Aparellament i beneficis genètics
Els mascles i les femelles detecten les feromones utilitzant antenes adaptades que els permeten trobar a un company. Els mascles receptors tan forts que poden detectar les feromones d'una femella a menys de 90 m. Les feromones són específiques de cada espècie perquè eviten l'aparellament amb altres espècies. Les femelles alliberen feromones d'una glàndula especialitzada en l'abdomen per atraure els mascles. Els mascles segueixen l'olor d'una feromona atractiva, però mentre volen perden especificitat i es preocupen menys per l'olor que segueixen. Les feromones masculines transmeten informació més detallada sobre l'edat, l'aptitud reproductiva i l'ascendència. Els mascles tenen un gen especial en les seves antenes que muta en resposta als canvis de feromones femenines. Aquesta adaptació als canvis específics de cada espècie ajuda a assegurar que la reproducció es produeix. Petits pèls al llarg de les antenes capten el més mínim indici de feromona alliberada per les femelles per guiar els mascles cap a les seves companyes. Els gens que permeten antenes més refinades conduiran als mascles a ser més aptes reproductivament.
Elecció de company
Els mascles i les femelles tenen formes específiques per l'elecció de companys. Les femelles poden aprendre informació sobre els mascles de les feromones masculines, en general no mostren cap preferència o discriminació per aparellar-se. Les femelles poden ser selectives, de vegades mitjançant la secreció de quantitats molt baixes de feromones i atreure els mascles que tenen antenes molt sensibles. Els mascles són atrets per la mil milionèsima part d'un gram de feromones alliberades per una femella des d'una ubicació. Els mascles són més propensos a aparellar-se amb una femella més gran.